# بارتس دي يوسانس
بلدية براتس دي يوسانيس (بالكاتالانية: Prats de Lluçanès) هي إحدى بلديات مقاطعة برشلونة، والتي تقع في منطقة كاتالونيا، شرق إسبانيا.
يبلغ عدد سكانها 2.709 نسمة وفقاً لإحصائية سنة (2007).

## أعلام
- يان بينو سولير